# Seattle Municipal Tower
Seattle Municipal Tower, wcześniej AT&T Gateway Tower i Key Bank Tower – wieżowiec położony w Seattle w stanie Waszyngton. Mierzy 220 metrów. Budowa została zakończona w 1990, lecz wtedy nazywany był AT&T Gateway Tower. 17 maja 2004 budynek zmienił nazwę na obecną.